# ثيودور صموئيل آدامز
السير ثيودور صموئيل آدامز (1885-1961) هو موظف حكومي استعماري بريطاني.
تخرج آدامز من كلية أول سولز بجامعة أكسفورد والتحق بالخدمة المدنية الاستعمارية البريطانية. كان أول منصب له كطالب في ولايات الملايو الفيدرالية عام 1908. ثم المقيم البريطاني في سلاغور، ثم حصل على عدد أكبر من المناصب العليا في مالايا قبل أن يصبح المفوض الأول للمقاطعات الشمالية في نيجيريا من عام 1937.
لعب آدامز دورًا مهمًا في نزاع خلافة سلاغور.

## وصلات خارجية
- صور لأدامز في معرض الصور الوطني.